# ITIH1
ITIH1‏ (Inter-alpha-trypsin inhibitor heavy chain 1) هوَ بروتين يُشَفر بواسطة جين ITIH1 في الإنسان.